# Chrioloba togulata
Chrioloba togulata är en fjärilsart som beskrevs av Louis Beethoven Prout 1926. Chrioloba togulata ingår i släktet Chrioloba och familjen mätare. Inga underarter finns listade i Catalogue of Life.